# Décès en 1183
Décès
- 1179
- 1180
- 1181
- 1182
- 1183
- 1184
- 1185
- 1186
- 1187

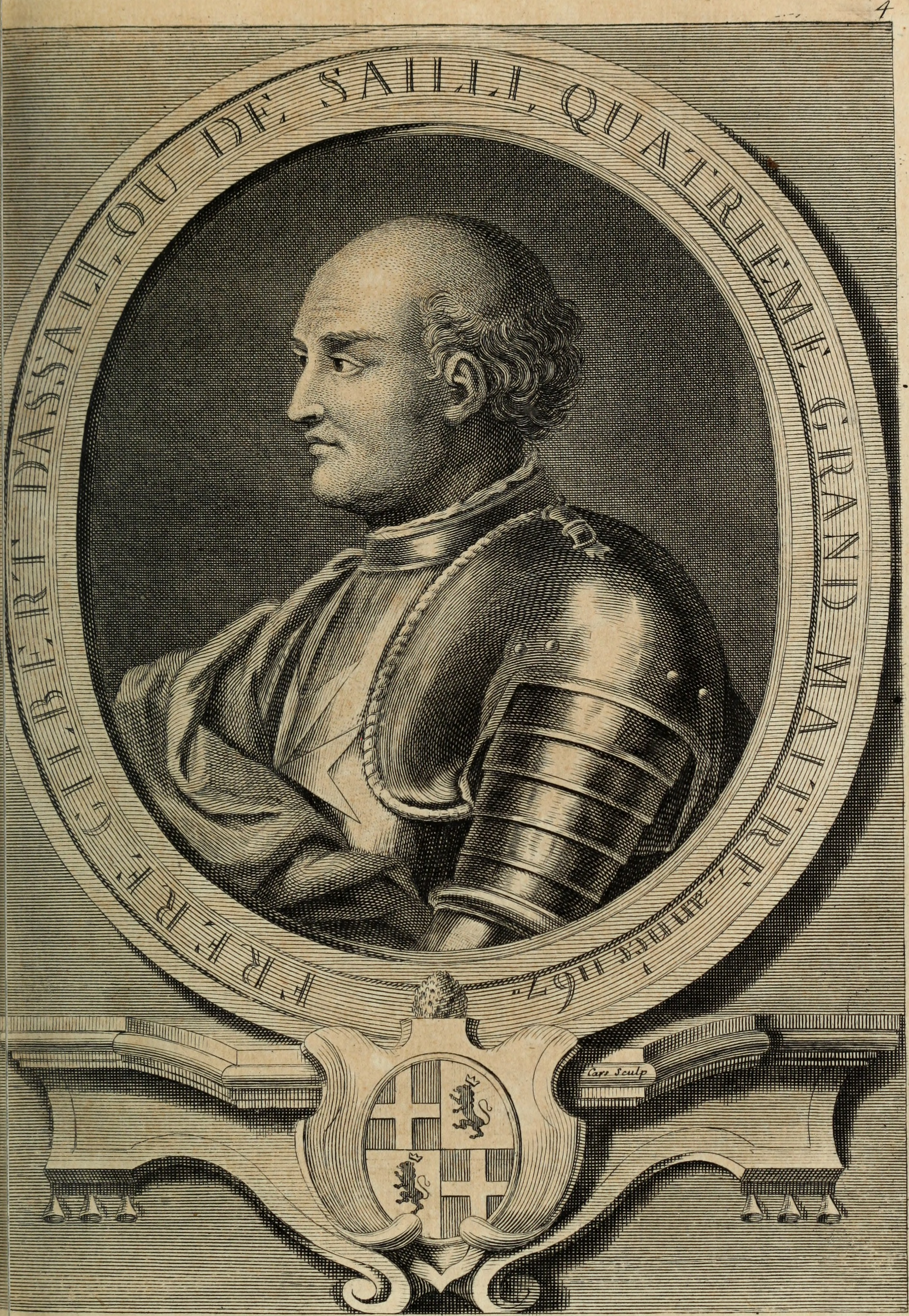
Gilbert d'Aissailly, mort en 1183.

Cette page dresse une liste de personnalités mortes au cours de l'année 1183 :
- 28 mars : Élisabeth de Vermandois, comtesse de Vermandois et de Valois.
- 3 ou 4 juin : Nicholas ap Gwrgan, évêque de Llandaff.
- 11 juin : Henri le Jeune, prince angevin, roi d'Angleterre conjointement avec son père.
- 26 juin : Pedro de Cardona, cardinal espagnol.
- 11 juillet : Othon Ier de Bavière, duc de Bavière.
- 10 août : Raymond Brun, chef de mercenaires.
- 23 août : Christian Ier von Buch, évêque de Mayence.
- 31 août : Robert de Lauro, baron italo-normand du royaume de Sicile, comte de Caserte.
- 19 septembre : Gilbert d'Aissailly, 5e supérieur de L'Hospital de l'ordre de Saint-Jean de Jérusalem.
- Octobre : Alexis II Comnène, empereur byzantin.
- 23 novembre : Guillaume de Gloucester (2e comte de Gloucester).
- 26 novembre : Rotrou de Warwick, évêque d'Évreux puis archevêque de Rouen.
- Albéric Taillefer de Toulouse, comte de Saint-Gilles, puis dauphin de Viennois et comte d'Albon.
- Albéric de Dammartin, comte de Dammartin.
- Marie Comnène, noble byzantine.
- Chrétien de Troyes, poète français.
- Curbaran, chef de routiers.
- Li Tao, historien du monde chinois.
- Marguerite de Navarre (reine de Sicile).
- Philippe de Harveng, deuxième abbé prémontré de l'abbaye de Bonne-Espérance (Hainaut) et théologien.
- Pierre de Celle, moine bénédictin français.
- Rénier de Montferrat, cinquième fils de Guillaume V, marquis de Montferrat et de Judith de Babenberg. Il devient gendre de l'empereur Manuel Ier Comnène et césar.
- Sanemori Saitō, samouraï qui apparaît dans les épopées du Hōgen monogatari et du Heike monogatari.
- Théodora Comnène (femme d'Henri II d'Autriche).

## Crédit d'auteurs
- Cet article est partiellement ou en totalité issu de l'article intitulé « 1183 » (voir la liste des auteurs).